# Wenzel Gährich
Wenzel Gährich, född den 16 september 1794 i Böhmen, död den 15 september 1864 i Berlin, var en österrikisk pianist och tonsättare.
Gährich var ledamot av hovkapellet i Berlin. Han skrev symfonier och pianosaker samt baletten Der Seeräuber, uppförd med bifall i Berlin. 